# Miha Frančišek Paglovec
Miha Frančišek Paglovec (tudi Mihael Frančiček Paglovec), slovenski pisatelj in duhovnik, * 26. september 1679, Kamnik, † 11. februar 1759, Šmartno v Tuhinju.
Franc Miha Paglovec je bil sin meščanskega posestnika Janeza Paglovca ter matere Elizabete, ki je rodila 8 otrok, tako je imel 5 sester in 2 brata. Šolal se je v Kamniku ter Ljubljani. Leta 1702 je bil posvečen za duhovnika, do svoje smrti je deloval kot duhovnik v Šmartnem v Tuhinjski dolini. Bil je duhovnik, šolnik, gospodarstvenik, graditelj, prenovitelj cerkva, prevajalec, prireditelj verskih besedil, pesnik in glasbenik.

## Posojilnice
Kmetje so se uprli državi (kmečki upori, na področju, kjer je deloval F. M. Paglovec: tolminski upor leta 1713), država pa je zaradi vojn, mednarodne politike skorajda propadla. Rešitev so iskali v  merkantilizmu (načelo: država je bogata, če država veliko proizvaja in izvaža), denar je postajal vse bolj pomemben. Paglovec je skušal varovati cerkveno posest pred plemstvom, na novo je zgradil cerkve na svojem področju in obnovil stare. Vest pa pravi, da je od ljudi sprejemal denar in ga obrestoval, posojal. Ta posojilnica naj bi delovala do leta 1782. Omenjene novogradnje in obnovitve cerkva naj bi vzdrževal z denarjem, ki ga je obrestoval s posojilnico. Vendar teh trditev o sposojevalnici ne moremo ne zanikati ne potrditi, saj ni ohranjenih nobenih dokazov. Eden izmed načinov pridobivanja denarja je bil tudi ta, da je odkupil kočo z njivo ter zelnikom, na posestvu odkupil podložniško razmerje, pozneje pa dajal posest v najem in pobiral najemnino. Skupaj je v ustanove vložil 6600 gld, ob smrti pa zapustil 500 gld.

## Duhovnik
Šolal naj bi se v Ljubljani pri jezuitih, vendar ga v zborniku ni zaslediti. Pridobil si je akademski naziv artium liberalium et pholosophiae magister et s. thaeologiae licenciatus. V času študija mu je bil vzornik in prijatelj mlad župnik Leopold Rasp, ki je deloval v Kamniku. To prijateljstvo je na Paglovca močno vplivalo, da je pri umetniku Metzingerju naročil portret Raspa, sam Rasp pa je Paglovcu poklonil posodice za sveta olja z napisom: »Leop. Maximil. Rasp, Pleb.Stein. Pro VIC. S. Martni 1728«. Po končanem študiju filozofije se je Paglovec odločil za študij teologije. Leta 1702 je bil posvečen v duhovnika. Po novi maši ga je Rasp poklical k sebi za svojega pomočnika in kaplana v Kamniku. Po treh letih službovanja v Kamniku je pri svojih 26 letih postal samostojni vikar v Šmartnem, kjer je deloval 54 let. Poleg skrbi za župljane je skrbel tudi za mlade duhovnike, ki so težko shajali s svojimi nizkimi dohodki, poleg tega pa jih je spodbujal k požrtvovalnemu delu za duhovno rast ljudstva.
Poleg tega, da je dal sezidati nove cerkve in obnovil stare, je kupil še stolpno uro, dal sezidati zvonike, naredil novo grobnico ter postavljal nove oltarje, zakristije. 
Pri svojem maševanju je želel, da je bogoslužje lepo, živahno in da ljudi pritegne. Tako je leta 1706 ustanovil Bratovščino sv. Martina, ki je skrbela za poglabljanje verskega življenja v župniji in prejem svetih zakramentov. Vsak mesec je imela shod, posebne govore, ki so bili vedno v slovenščini. Pri mašah je veljalo, da je bila pridiga lepa in zanimiva, poleg tega pa je bilo pomembno tudi lepo petje. Pridige so potekale v slovenskem jeziku, vendar ni ohranjenih nobenih zapisov, saj jih je govoril iz glave. Pomembno je bilo tudi petje; poleg takrat znanih cerkvenih pesmi so peli še njegove pesmi, ki so jih ob praznikih spremljali godci. Poudarjal je pomen rožnega venca, ki naj bi ga vsaka družina molila skupaj ob večerih. Župljane je vodil tudi na romanja, kjer je pridigal in skrbel za red, saj so se farani radi napili, sprli in stepli. 

## Šolstvo
Vloga izobraževanja in vzgoje je vse bolj naraščala, tako so se večale tudi obveznosti duhovnikov. Medtem ko je bilo na podeželju malo šol (čeprav naj bi jo imela vsaka župnija), je Kamnik znan po dolgoletni tradiciji šolanja. Župnijski organist je poučeval nemščino, računanje in glasbo. Paglovec naj bi ustanovil svojo zasebno šolo, vendar tudi o tem ni nobenih izsledkov. Dejstvo, da je šola obstajala, temelji na ustnem izročilu. Paglovčeva šola naj bila v župnišču, kjer naj bi poučeval skupaj s kaplanom. Gojencem je nudil stanovanje in hrano, učil jih je branja, pisanja, računanja, latinščine. Tako je vzgojil več potujočih učiteljev, ki jih je pošiljal med kmečko prebivalstvo. Kdo so bili njegovi učenci, ni znano, omenjen je nečak Anton Vider ter Jurij Japelj, ki v svojem spisu hvali svojega učitelja kranjščine. Koliko časa je šolanje trajalo ter kako je potekalo, ni znano, jasno je le, da po smrti šola ni dobila naslednika. 
Poleg poučevanja je veliko prispeval tudi k prevajanju verskih knjig, vendar je avtorstvo zaradi nepodpisovanja vprašljivo. Pomembni pa niso le prevodi, temveč tudi navodila za učenje slovenskega branja, abecedna tabla, ter v nekaterih delih navodila o branju številk.  

## Raba slovenščine
Paglovec je deloval v obdobju, ki je veljalo za mračnega, a dokumenti pričajo, da je Katoliška cerkev zahtevala od duhovnikov uporabo slovenskega jezika. Pisali naj bi v latinščini, predvsem uradovalna besedila. Izjema je poroka Leopolda Ludvika grofa Hohenwarta in Frančiške Antonije baronice Juritisch, ki je zapisana v slovenščini. Sicer pa je mislil in govoril slovensko, zato je včasih opaziti, da je latinščino poslovenil. Ko je pisal v slovenščini, ni mešal gorenjsko-dolenjskih prvin, temveč je ukinjal dolenjske in nemške izraze.

## Dela

### Cerkveni pesmarici (1729 in 1752)
Gre za Paglovčevi zbirki cerkvenih pesmi. Imenovali sta se Cantilenae variae partim antiquae partim novae in hunc libellum transcriptae in Misionske katoliš karščanske pejsme. Prve ni objavil, ostala je v rokopisu oz. v prepisu njegovega nečaka Antona Vidra iz leta 1729, drugo pa je izdal jezuit Primož Lavrenčič leta 1752.
Pesmarici je napisal za pastoralne potrebe, sicer pa se z glasbo ni posebej ukvarjal. Prvo pesmarico je nameraval natisniti, a tega ni storil, kar ga je zelo mučilo, da jo je omenil celo v svoji oporoki. V njej je zapisal, da naj jo shranijo v arhivu župnijske cerkve na Šutni ali v ljubljanski biblioteki, ker bodo morda nekoč želeli natisniti njegovo delo.

### Paglovčeva matrikula (1752)
Matrikula je vrsta liturgičnega koledarja, natančneje opravilnik oz. seznam liturgičnih opravil. Eno izmed teh je napisal Paglovec. Pisal je od leta 1752, njegov rokopis pa obsega kar 122 strani. V njej so zajeta vsa opravila, ki so jih opravljali na določen praznik.

### Evangelia inu branie (1741)
Prva izdaja nedeljskih in prazničnih beril je izšla leta 1741 v Ljubljani z naslovom Evangelia inu branie. V njej so navodila za branje, pesmi, Catechismus ali Podvuzhenie eniga Christiana, molitve za obujanje vere, upanja in ljubezni, pouk za spoved in obhajilo, navodilo za krst v sili in poglavje o krščanski pravičnosti in poslednjih rečeh. 
Lekcionar naj bi bil namenjen duhovnikom, da bi lažje prenesli Božjo besedo ljudstvu. Dejstvo, da je prevajal iz latinščine, potrjuje to, da se prevod ujema z latinskim besedilom Svetega pisma in besedilom Rimskega misala.

### Pesem o dekalogu
Paglovčeva pesem je sestavljena iz šestvrstičnih kitic s starodavnim klicem Kyrie eleisonpo vsaki vrstici, ta je bil namreč dolgo redni dodatek cerkvenim pesmim. Ker so kmalu začeli peti »mašno pesem«, je Paglovčeva pesem o dekalogu kmalu prišla iz rabe. 

### Tobijeve bukve (1733)
Tobijeve knjige so kratko starozavezno prozno besedilo, ki je prvič izšlo leta 1733 pod naslovom Tobijeve bukve. Ta knjiga je namenjena poučevanju branja, za kar je dokaz beseda »podvučenju«, ki se pojavi v predgovoru. Pri prevajanju se je opiral na Dalmatinov prevod Biblije.

### Hoja za Kristusom in Sveta voiska
V Hoji za Kristusom se omenja devotio moderne, kar je duhovno gibanje, ki je hotelo svet prenoviti v Kristusu. Razlaga, kako živeti Kristusov evangelij v svetu in nad svetom. Pred Paglovcem so delo prevedli že Andrej Jankovič 1664, Matija Kastelic 1678, Hipolit leta 1719. V predgovoru Paglovec svetuje, naj si ljudje vsak dan vzamejo čas za branje Božjega nauka in naj Boga prosijo za luč in milost. Da bi ljudje lažje brali Bukve Thomasa Kempenzarja, je dodal kratek Abecednik Tablo teh pushtabov iz katerih se more hdu lehko brati.
Sveta voiska Lovrenca Scupolija je preprosta knjiga, ki razlaga krščansko popolnost – kako je potrebno vse delati iz ljubezni do Boga. Paglovčeva izdaja je nastala 1747.